# Östliche Vorstadt
Östliche Vorstadt ist ein Stadtteil von Bremen und gehört zum Bremer Stadtbezirk Ost.

## Geografie und Ortsteile
Die Östliche Vorstadt liegt östlich direkt neben dem Zentrum von Bremen am rechten Ufer der Weser.
Benachbarte Stadtteile sind im Norden Schwachhausen, im Osten Hemelingen mit seinem Ortsteil Hastedt, im Süden jenseits der Weser die Neustadt und im Westen Mitte.
Die Östliche Vorstadt begann vom Rathaus aus betrachtet historisch am Ostertor bzw. an den Wallanlagen. Bis 1959 gab es im damaligen Stadtteil „Ostertorvorstadt“ einen größeren Ortsteil Ostertor, der bis zur St.-Jürgen-Straße reichte. 1959 wurde dieser Ortsteil geteilt, das Gebiet östlich des Dobben bildet seitdem den Ortsteil Steintor. Aus diesem Anlass wurde auch die „Ostertorvorstadt“ in „Östliche Vorstadt“ umbenannt. Im Sinne der amtlichen Gebietseinteilung beginnt deshalb heute die „Östliche Vorstadt“ erst am Dobben und der schon im 14. Jahrhundert als „vorstede vor dem Osterendore“ erwähnte Bereich um den Ostertorsteinweg zählt politisch zum Stadtbezirk Mitte.

### Steintor

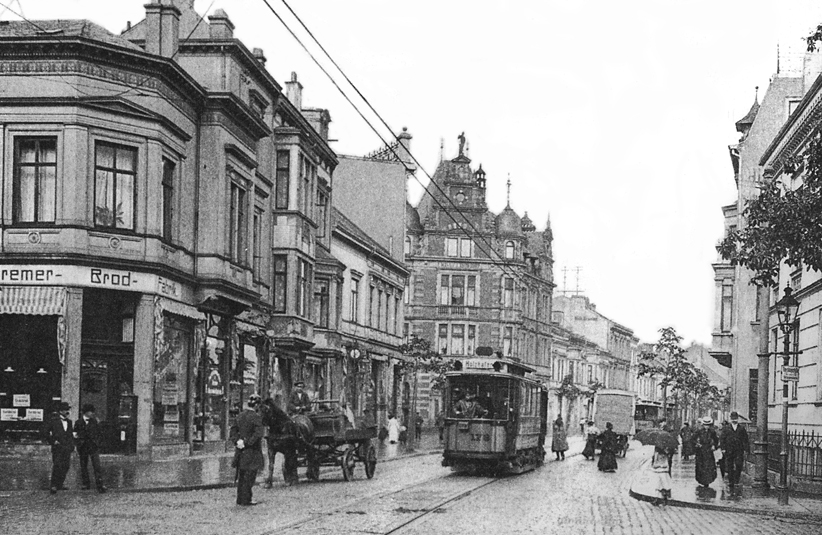
Vor dem Steintor, 1900

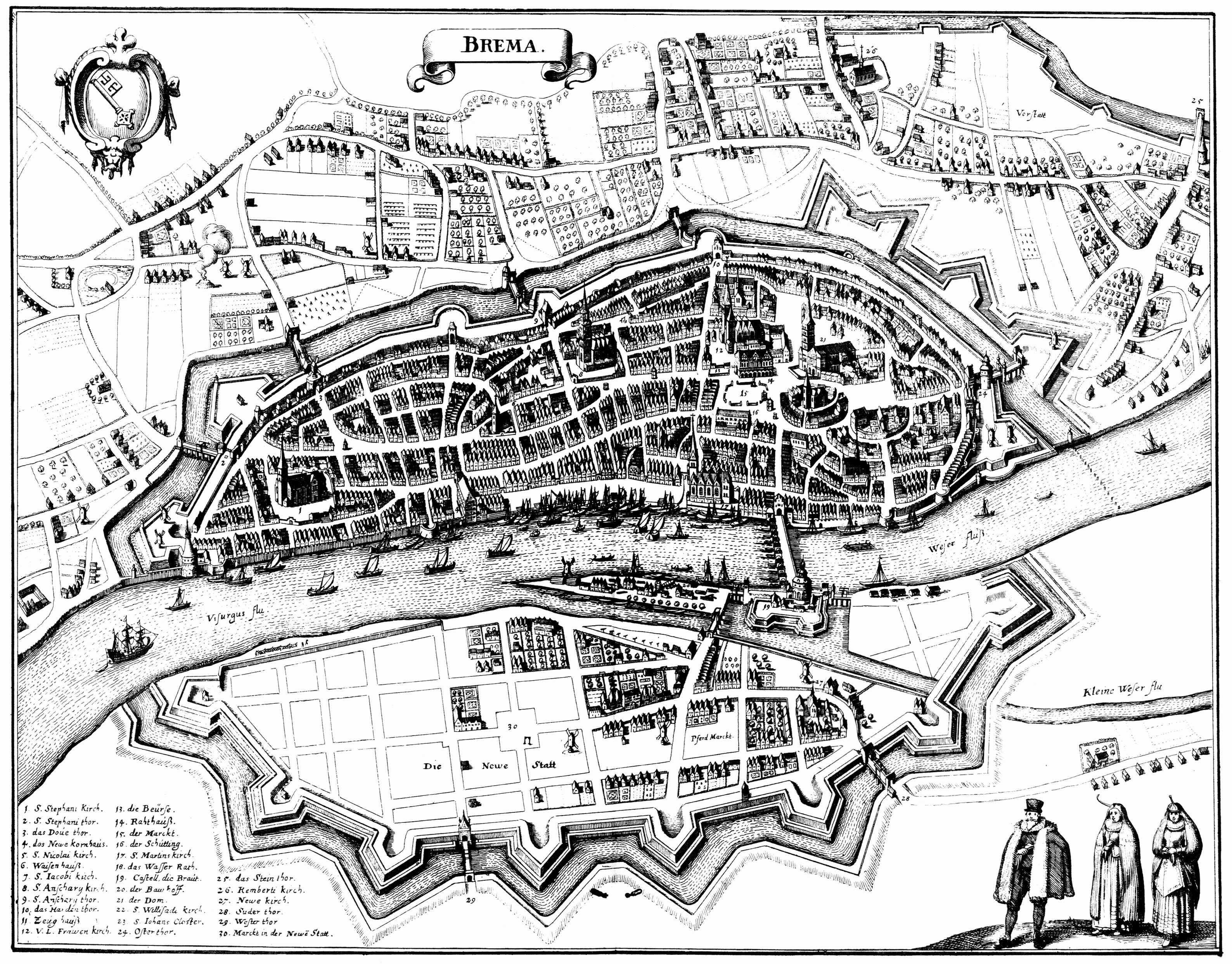
Merian 1641: Brema, am rechten Rand mit der Nr. 25 das Steintor

Fläche: 0,50 km², 7.240 Einwohner (14.480 Einwohner je km²)
Das Steintor wird – zusammen mit dem Ortsteil Ostertor, der zum Stadtteil Mitte gehört – umgangssprachlich als Das Viertel bezeichnet. Der zentrale Straßenzug Ostertorsteinweg/ Vor dem Steintor zeichnet sich durch viele kleine Läden und Kneipen aus.
Das historische Steintor, bestehend aus einer Zugbrücke über den Dobben neben einem Wachturm (dem Steinthorn oder Steinturm) und einem einfachen Tor auf der Ost- also Feldseite ist im Merian-Stich von 1641 eingetragen. Dobben war ein Graben mit einem kleinen Wall auf der Westseite und bildete so zusammen mit dem anschließenden Kuhgraben eine von der Weser bis zur Wümme reichende Landwehr. Mit der Weser war er durch ein Siel am Übergang vom Punkendeich zum Eisenradsdeich verbunden, daher der Straßenname Sielwall. In manchen Quellen wird Steintor als Verballhornung von Steinthorn erklärt. Da aber an den übrigen Straßenübergängen über die Bremer Landwehren ebenfalls gemauerte Türme standen, und die Landstraße in Richtung Verden als erste auf Bremer Gebiet Steinpflaster erhielt, so dass sie schon 1359 als Steenstrate erwähnt wurde (Die Warturmer Heerstraße erhielt erst 1523 Steinpflaster, der Buntentorsteinweg 1563/64), liegt nahe, dass das Steintor einfach nach dem Straßenpflaster benannt war.
Eine Erinnerung an den Dobben als Graben bietet das Ortsamt Östliche Vorstadt, Am Dobben 91. Der Bauunternehmer Lüder Rutenberg, der die Erschließung der Östlichen Vorstadt initiierte, hatte es eilig mit dem Bau seiner eigenen Villa. Im frisch zugeschütteten Graben hatte sich der Boden noch nicht richtig gesetzt. So hat das ganze Haus heute „Schlagseite“.
Die Straße Fehrfeld ist ein Rest des alten Weges vom Steintor nach Schwachhausen.
Erwähnenswert sind die Gebäude oder Ensembles Villa Rutenberg von 1864, Villa Wolde von 1898 und die Wohnhausgruppe Fehrfeld von 1873.

### Fesenfeld
Fläche: 0,44 km²,  6.833 Einwohner (15.530 Einwohner je km²)

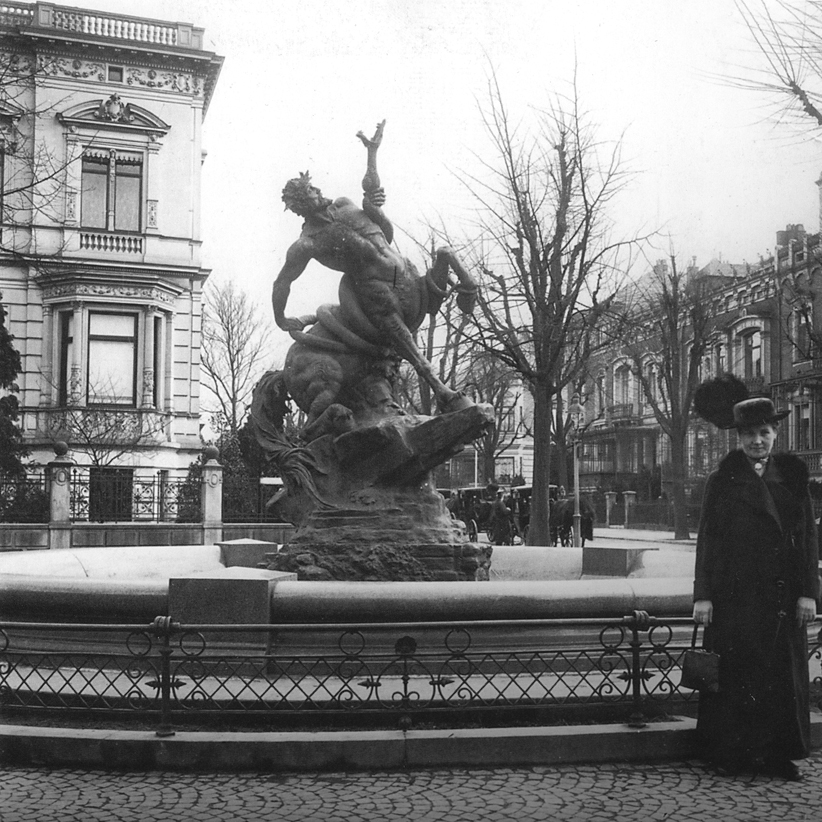
Der Centaurenbrunnen Ecke Schwachhauser Heerstraße / Bismarckstraße um 1900

Am Rande des Ortsteils Fesenfeld liegt die große Straßenkreuzung Bismarckstraße / Schwachhauser Heerstraße / Dobbenweg / Außer der Schleifmühle. An dieser Kreuzung stand an der Stelle des jetzigen Möbeldesignladens form29 das Haus des Bremer Bürgermeisters Otto Gildemeister. Um den Bau einer öffentlichen Bedürfnisanstalt zu verhindern, wurde hier auf seine Kosten der Centaurenbrunnen errichtet, der aus verkehrstechnischen Gründen 1958 in die Neustadtswallanlagen in die Nähe des Leibnizplatzes verlegt wurde. Auf den Brunnen bezieht sich die Centauren-Apotheke, erbaut 1928 im Stil des norddeutschen Backstein-Expressionismus nach Entwurf des Architekten Carl Heinrich Behrens-Nicolai.
Erwähnenswert sind die Gebäude Ensemble Mathildenstraße von 1871 und AfA-Siedlung Bremen von 1930.

### Peterswerder
Fläche: 1,58 km²,  9.839 Einwohner (6.227 Einwohner je km²)
Dieser Ortsteil besteht zur Hälfte aus der Pauliner Marsch, in der sich in einem Weserbogen jenseits des Osterdeichs rund um das Weserstadion Sportplätze, Kleingärten und Grünanlagen befinden. Der andere Teil besteht aus Wohnhäusern rund um die Hamburger Straße. Die Nebenstraßen sind, ähnlich wie im Steintor, enge Einbahnstraßen, häufig auch mit Kopfsteinpflaster.
„Peterswerder“ war ursprünglich der Name zweier kleiner Inseln (Werder bedeutet ‚Flussinsel‘) etwa an der Stelle des heutigen Weserstadions, gelegen vor dem rechten Weserufer, wo dieses westlich der Pauliner Marsch an den Eisenradsdeich stieß. Vor dessen östlicher Fortsetzung, dem Kleinen Deich oder Langendeich, der parallel der gepflasterten Landstraße, heute Am schwarzen Meer verlief, gab es noch um 1800 ein kleines Fließgewässer mit zwei Tümpeln. Das legt nahe, dass es einmal ein Altwasser der Weser war, aber zu der Zeit der ersten exakten Kartierungen war ein Schwarzes Meer (vgl. Straßenname Am Schwarzen Meer; „Meer“ hier in der niederdeutschen und ostfriesischen Bedeutung „Binnensee“) nicht mehr vorhanden. Nach dem schweren Hochwasser von 1881, bei dem zum bisher letzten Mal Weserwasser zur Wümme durchbrach, wurde flussaufwärts der Bremer Altstadt ein neuer stärkerer und geraderer Deich gebaut, der Osterdeich. Das so gewonnene Bauland wurde von der neu angelegten Hamburger Straße aus mit einem überwiegend rechtwinklig angelegten Straßennetz erschlossen.
Außerdem ist hier Werder Bremen zuhause. Gespielt wurde früher auf dem „Stadtwerder“, der auf der gegenüberliegenden Weserseite liegt. Dem verdankt der Verein seinen Namen. Später zog man um auf den „Peterswerder“.
Der Straßenname Bei den drei Pfählen bezieht sich auf die alte Landesgrenze zwischen dem reichsstädtischen Pagenthorn und den zum hannöverschen Herzogtum Bremen gehörenden Gemarkungen Hastedts und der Pauliner Marsch.
Erwähnenswert sind die Gebäude oder Ensembles Gymnasium an der Hamburger Straße von 1885, Häuser der Eugen-Kulenkamp-Stiftung von 1905, Wohnanlage Hamburger Straße von 1929 und die Gebäude Stader Straße 35 (St. Petri Waisenhaus, Polizei, Kaserne, Geschäftshaus).

### Hulsberg
Fläche: 0,79 km²,  5.267 Einwohner (6.667 Einwohner je km²)
Der Name des Ortsteils und der ihn gegen Peterswerder abgrenzenden Straße bezieht sich auf einen Teil der Bremer Düne, auf der auch die Steenstrate (Steinweg, Poststraße nach Verden) verlief.
Hier befindet sich das Klinikum Bremen-Mitte (ehemals: Zentralkrankenhaus St.-Jürgen-Straße, umgangssprachlich: St.-Jürgen-Krankenhaus), welches einen großen Anteil am Ortsteil ausmacht. In den kommenden Jahren werden große Teile des Klinikums abgerissen. Auf diesen Grundstücken entstehen Wohngebiete, deren Bebauung unter umfassender Bürgerbeteiligung als neues „Hulsberg-Quartier“ erfolgt.
Erwähnenswert sind die Gebäude oder Ensembles Schule an der Stader Straße von 1920, Schule an der Schaumburger Straße von 1931, Fernsprechamt „Hansa“ von 1922, das Alte Klinikgebäude Ecke Bismarckstraße/St.-Jürgen-Straße von 1851 und die Alt Hastedter Kirche von 1862.

## Geschichte

### Mittelalter bis 1800

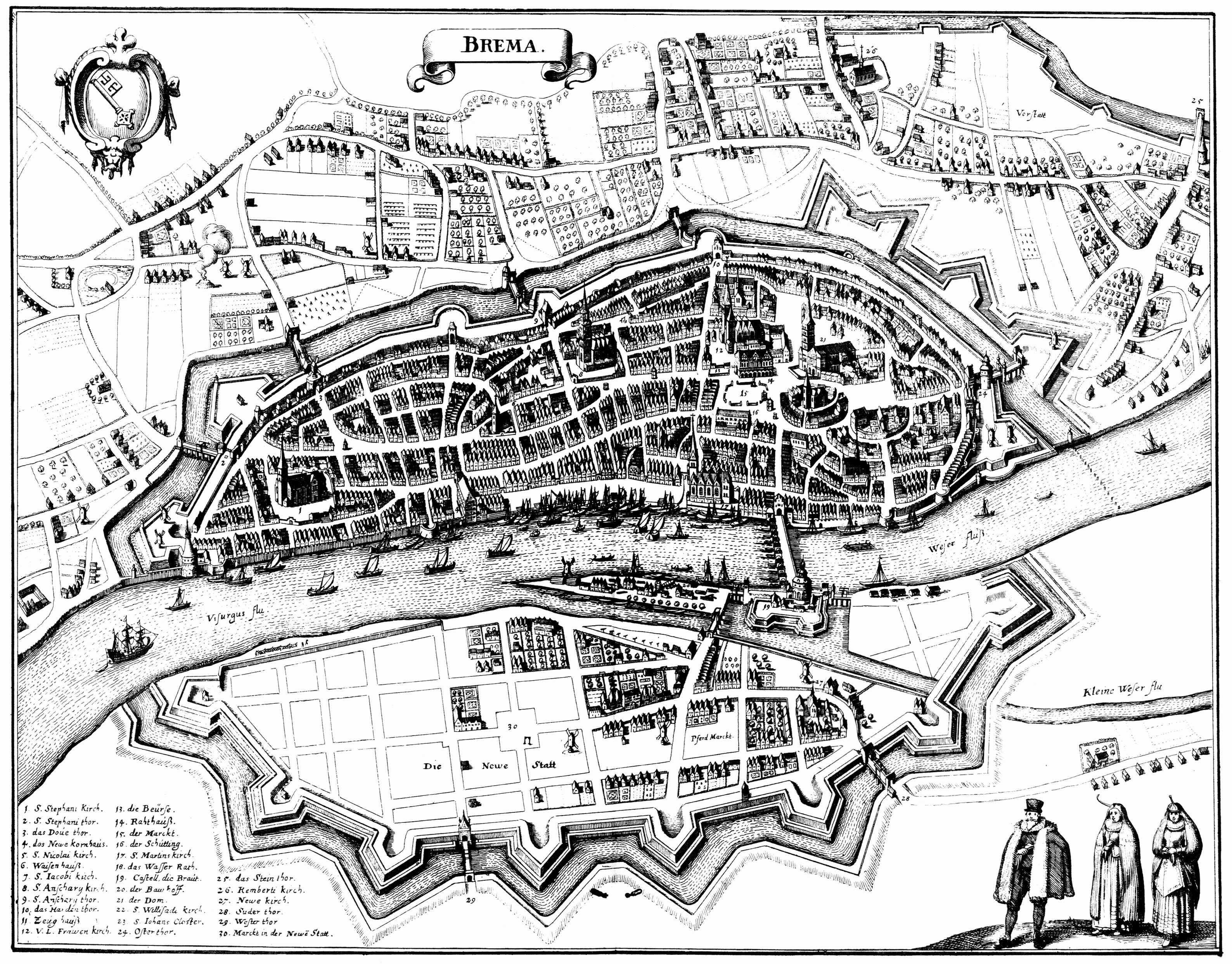
Bremen 1641, am rechten Bildrand mit der Nr. 25 Steintor und Steinturm

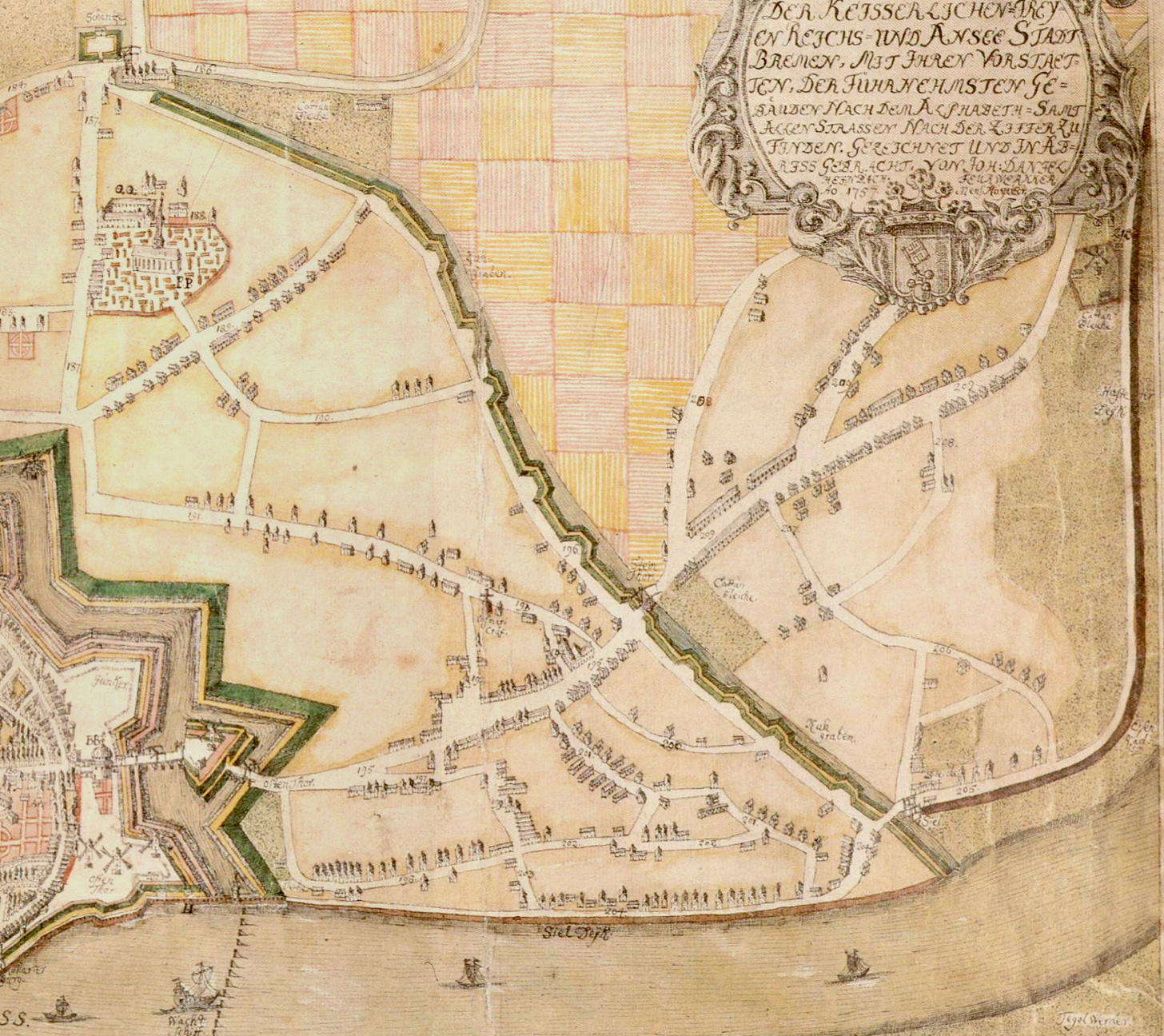
Östliche Vorstadt 1757, von Heinbach etwas an den Rand seines Stadtplans geklemmt

Zur Sicherung Bremens wurde einen halben Kilometer östlich der Stadtmauer eine vorgelagerte Verteidigungslinie angelegt, die sich von der Weser bis zur Wümme erstreckte. Den südlichen Teil dieser Landwehr aus einem niedrigen Wall und einem Graben bildete der Dobben. Den Übergang über den Dobben für die Landstraße nach Verden bildete das Steintor mit dem Steinturm. Auf jeden Fall wurde der heutige Ostertorsteinweg als „Pflasterstraße namens Stenstrade“ erwähnt. Der nächste Übergang über die Landwehr bestand beim Pagenthorn (Pferdeturm) am Nordende der Rembertistraße. Nach ihm wurde im 18. und frühen 19. Jahrhundert das ganze Gebiet zwischen der Umwallung der Altstadt und der Grenze nach Schwachhausen und Hastedt, die erst 1803 zum Landgebiet der Freien Stadt Bremen kamen, als Pagenthorn bezeichnet.
Um das 1050 auf einem Dünenhügel gegründete Paulskloster hatte sich schon im 14. Jahrhundert eine Vorstadt gebildet. Nach dem Abriss des Klosters 1523 und der Abtragung des Hügels 1628 blieb dessen Gelände zunächst unbebaut. In der Nähe des Ostertores durften keine massiven Gebäude errichtet werden. Hier lagen Bleichen. Kleinere Siedlungen gab es am Fedelhören und beim Rembertispital. Südöstlich der Dobbenlinie erstreckte sich die Pagentorner Feldmark, in der um 1600 wohl nur vier Meierhöfe lagen. Später gab es im Bereich der heutigen Friesenstraße eine Abdeckerei.
Die Pagentorner Bauernschaft bewirtschafte ihre Felder innerhalb und außerhalb des bewehrten Dobbens. Die Bewohner Pagentorns konnten das Vorstadtsrecht erwerben, ein Bürgerrecht, das nicht voll dem Umfang der Bürgerrechte in der Altstadt entsprach. Erst ab 1820 gab es in Bremen ein einheitliches Bürgerrecht.
Bis Ende des 17. Jahrhunderts endete die Pflasterstraße am Steintor. Erst 1704 wurde der Auftrag erteilt, auch den übrigen Bremer Teil der „Heerstraße“ zu pflastern. Seit der Pflasterung wurden östlich des Steintors zahlreiche Häuser entlang der Straße gebaut. Sie hieß zunächst Außerm Steintor, wurde 1855 in Steintorssteinstraße und 1870 in Vor dem Steintorr umbenannt.

### 1800 bis 1900
Ein Deichbruch von 1827 verursachte eine Überschwemmung der gesamten östlichen Vorstadt.
Es siedelten sich Kleingewerbe und nur sehr wenig Industrie in der Östlichen Vorstadt an.
Die Aufhebung der Torsperre und die rechtliche Gleichstellung der Vorstädter mit den Stadtbürgern in der Mitte des 19. Jahrhunderts machte den Umzug in die Vorstädte attraktiver.

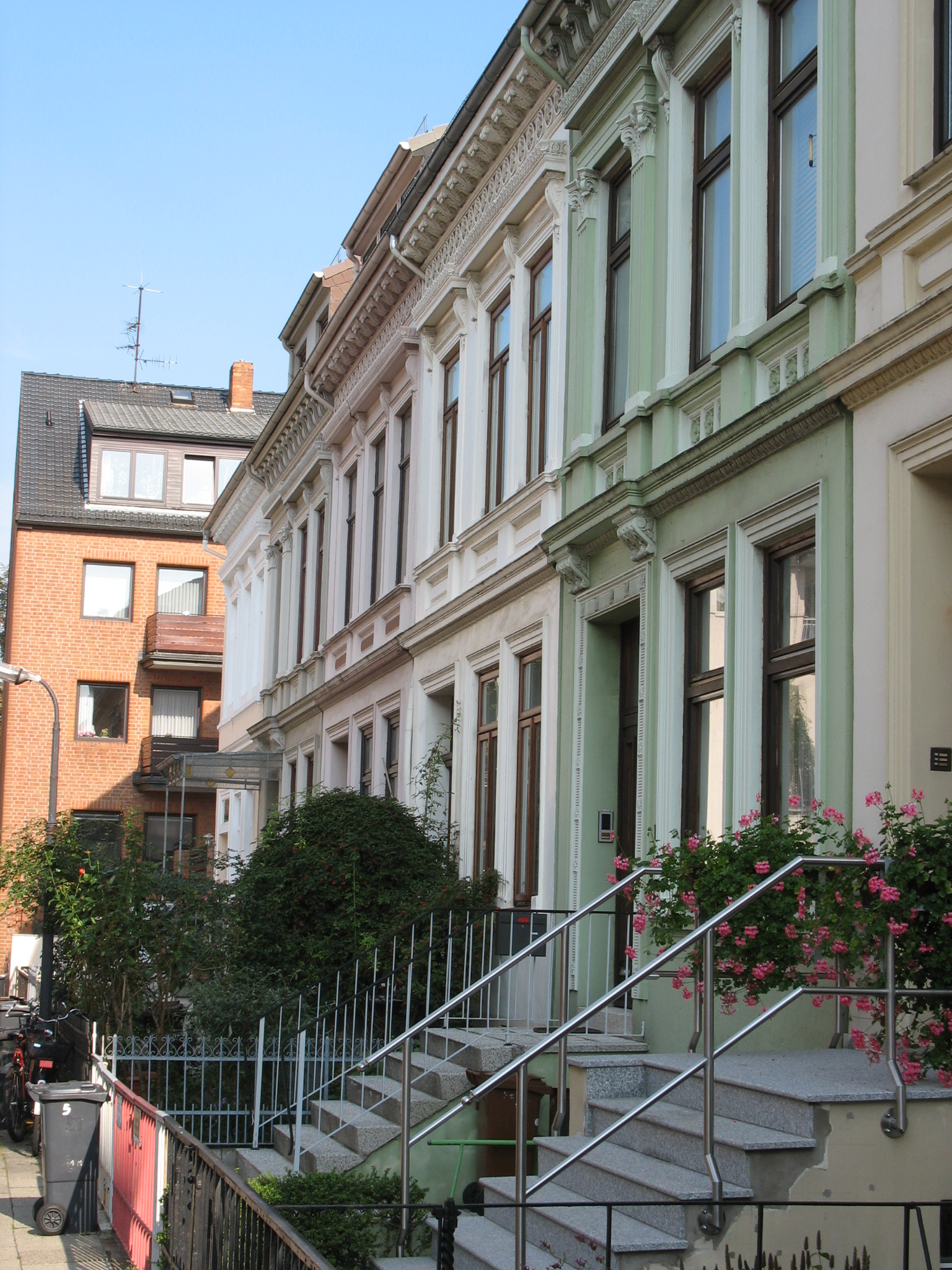
Schmalere Bremer Häuser

Der Bau des Osterdeichs ab 1881 ermöglichte eine zunehmende Besiedlung der ehemaligen Überflutungsgebiete. Viele Reihenhäuser in den Baustilen des Klassizismus, des Historismus und des Jugendstils für eine oder zwei Familien entstanden. Sie wurden als so genannte Bremer Häuser bekannt. Da in Bremen der Bau von großen Mietshäusern und Hinterhofsiedlungen verboten war, entwickelte sich hier und in anderen Stadtteilen Bremens im Gegensatz zu vielen anderen Vorstädten in Deutschland diese erfolgreiche Art der Bebauung. Bis 1875 wurden in der östlichen Vorstadt zirka 10.000 Gebäude gebaut, um 1900 war die Bebauung nahezu lückenlos. Zumeist entstanden ganze Straßenzüge wie die Bessel-, Herder-, Kepler- und Mathildenstraße sowie die Straße Fesenfeld mit der Wohnhausgruppe Fesenfeld.
Der Beginn der Errichtung des Krankenhauses St.-Jürgen-Straße von 1849 bis 1851 war eine einschneidende und wichtige Entwicklung im Stadtteil. Die Klinik ist heute der größte Arbeitgeber im Stadtteil.
1862 hatte die Östliche Vorstadt (mit Ostertor) 14.724 Einwohner. Zum Stadtteil gehörte und gehört die überwachte Prostitution in der Helenenstraße. Die Straße (1927–1934 Frankenstraße) wurde 1873 gebaut und führte zum Grundstück der Helene Engelken.

### Ab 1900

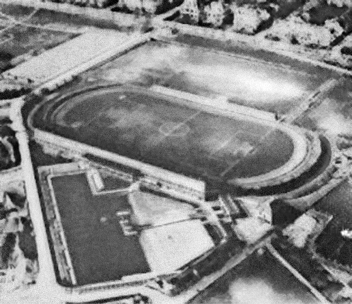
Die ABTS-Kampfbahn, unten links das Stadionbad (Aufnahme von 1928)

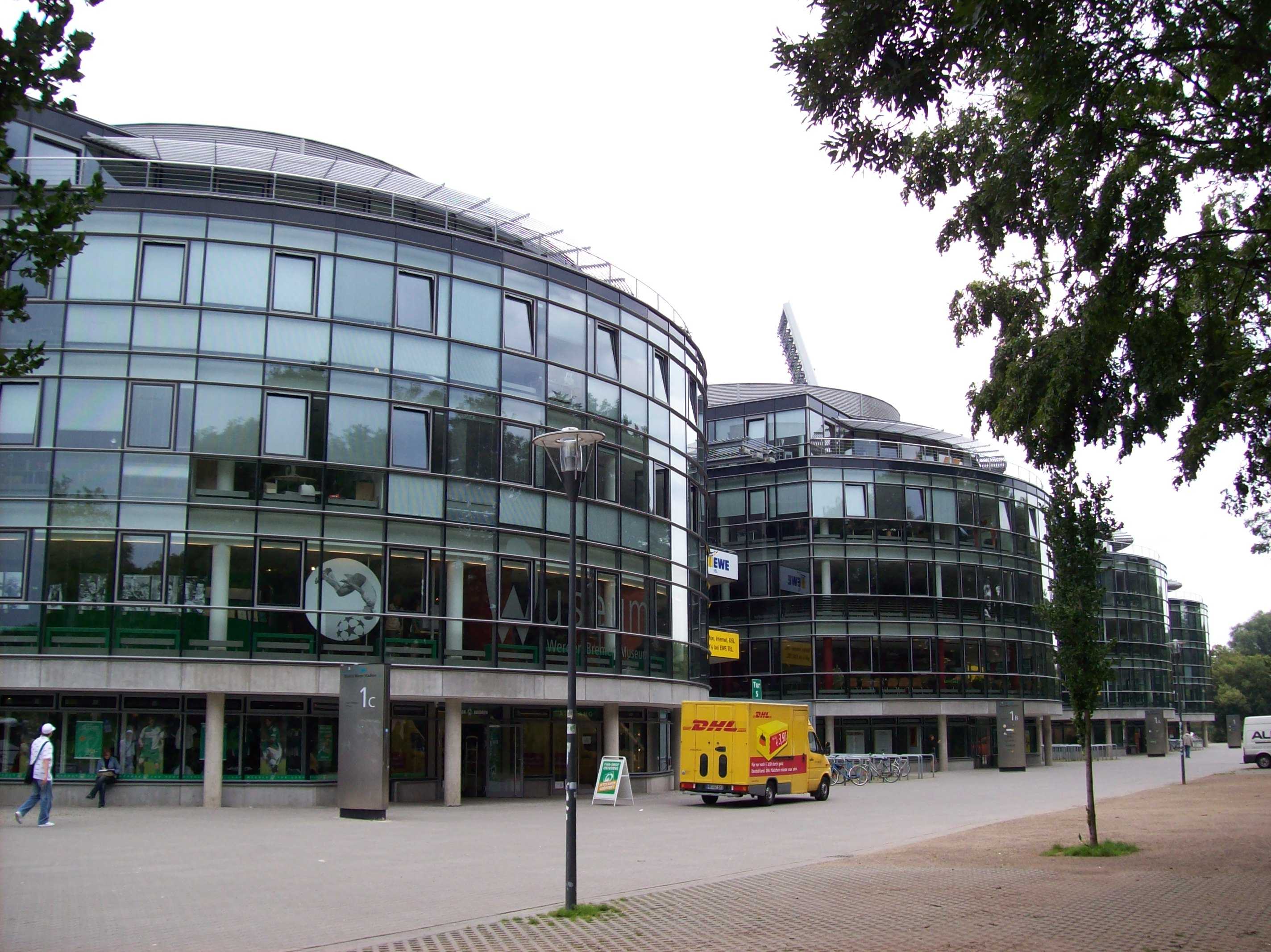
Nordseite des Weserstadions mit Wuseum

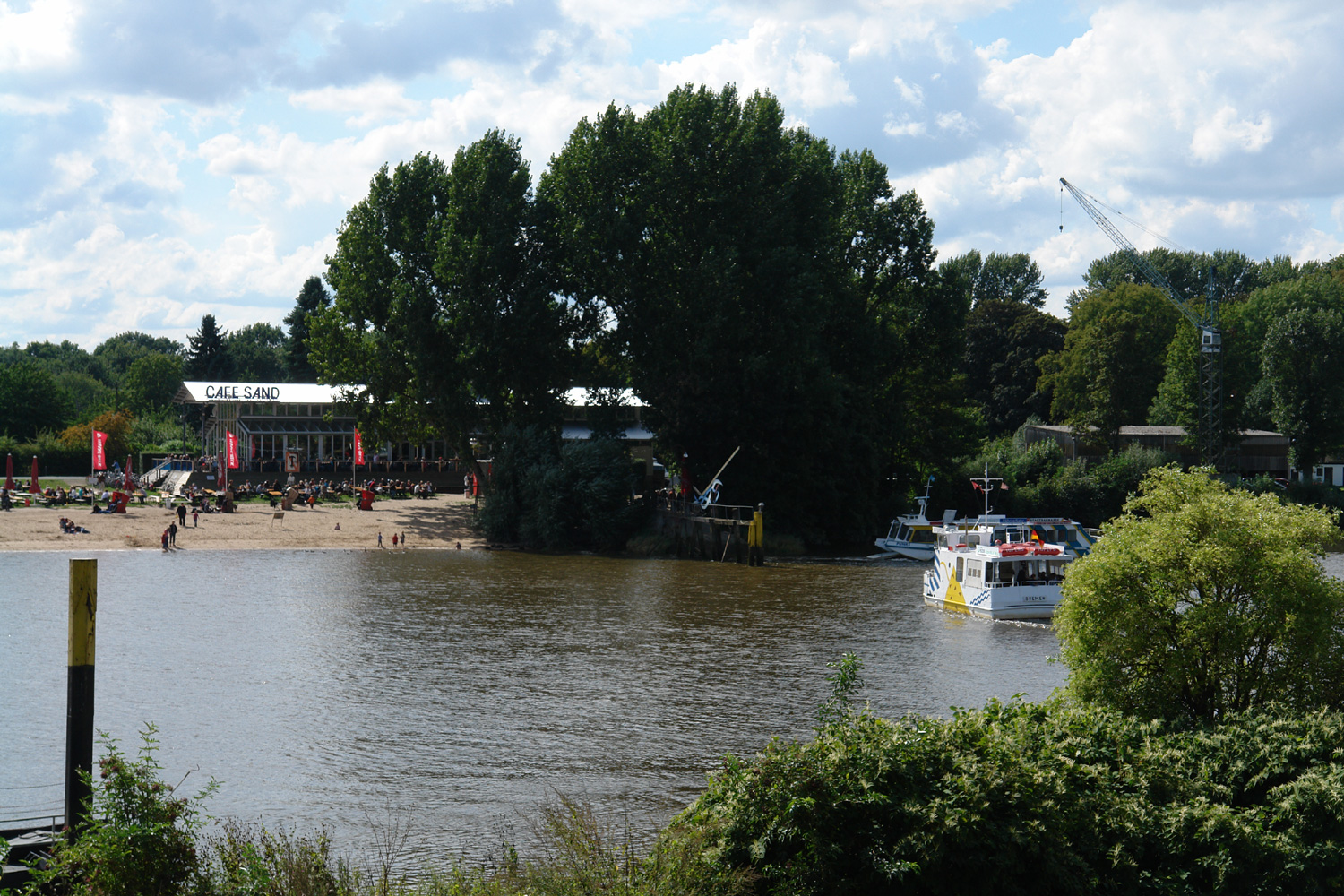
Blick vom Osterdeich auf Cafe Sand und Fähre

1905 hatte die Östliche Vorstadt (mit Ostertor) 44.836 Einwohner. Auch die Anlage eines Sportplatzes mit einer Holztribüne von 1909 auf dem Peterswerder sollte die Stadtteilentwicklung sehr maßgeblich beeinflussen. Von 1925 bis 1926 folgte der Bau des Weserstadions noch als ABTS Kampfbahn. Das Weserstadion wurde von den Nazis ab 1932 für Großkundgebungen genutzt. Der SV Werder Bremen war ab 1930 der Hauptpächter des Stadions. Die heutigen riesigen Zuschauerströme durch den Stadtteil werden nicht nur wohlwollend gesehen. 1929 erfolgte die Eröffnung des Ottilie-Hoffmann-Hauses der Abstinenzbewegung am Osterdeich 70a. Heute beherbergt das Gebäude das Café Ambiente.
Im Zweiten Weltkrieg gehörte die Östliche Vorstadt zu den nur sehr gering durch Bombenangriffe zerstörten Stadtteilen.
1951 wurde aus Teilen der Östlichen Vorstadt – aus dem Steintor, dem Fesenfeld, dem Peterswerder und dem Hulsberg – der neue Stadtteil Östliche Vorstadt gebildet. Das Ostertorviertel wurde Ortsteil des Stadtteils Mitte.
1960 hatte dieser Stadtteil 44.568 Einwohner.
Ungeachtet der Verwaltungsabgrenzungen wurde ab 1970 Ostertor- und Steintorviertel zunehmend zu einer bevorzugten Wohngegend für Menschen mit einem alternativen Lebensstil. Das Viertel – wie es genannt wird – entwickelte sich zu einem der Unterhaltungs- und Kulturzentren der Stadt. Die Mischung aus Wohnen, Arbeiten und Kultur sowie die Ansiedlung neuer Formen des Kleingewerbes und Handels prägten das Viertel. Allerdings vermehrten sich auch die Probleme mit Drogenhandel und Straßenprostitution.
Die Eröffnung des Bürgerhauses Weserterrassen erfolgte 1975.
1984 übernahm der Verein Hal Över den Betrieb der Weserfähre zwischen Sielwall und Café Sand.
Nach 1990 erfolgte mehrfach der Um- und Ausbau der Tribünen des Weserstadions; ein Mantelbau wurde 2003 angefügt.

### Einwohnerentwicklung
| Orts-/Stadtteil | 1812 | 1885 | 1905 | 1975   | 1995   | 2007   |
| --------------- | ---- | ---- | ---- | ------ | ------ | ------ |
| Steintor        |      |      |      | 8.274  | 7.649  | 7.497  |
| Fesenfeld       |      |      |      | 7.428  | 6.983  | 6.975  |
| Peterswerder    |      |      |      | 11.634 | 9.980  | 9.937  |
| Hulsberg        |      |      |      | 5.811  | 5.296  | 5.276  |
| Stadtteil       |      |      |      | 33.146 | 29.908 | 29.685 |

 Ab 1975 durchschnittliche Jahresbevölkerung als Angaben vom Statistischen Landesamt Bremen

## Politik und Verwaltung

### Beirat
Der Beirat Östliche Vorstadt tagt regelmäßig und in der Regel öffentlich im Ortsamt oder in anderen Einrichtungen wie z. B. in Schulen. Der Beirat setzt sich aus den auf Stadtteilebene gewählten Vertretern der politischen Parteien oder Einzelkandidaten zusammen. Die Beiratswahlen finden alle vier Jahre statt, zeitgleich mit den Wahlen zur Bremischen Bürgerschaft. Der Beirat diskutiert über alle Belange des Stadtteils, die von öffentlichem Interesse sind, und fasst hierzu Beschlüsse, die an die Verwaltung, die Landesregierung und die Stadtbürgerschaft weitergeleitet werden. Für seine Arbeit bildet er Fachausschüsse. Dem Beirat stehen für stadtteilbezogene Maßnahmen eigene Haushaltsmittel zur Verfügung.
Beiratssprecherin ist Carola Schirmer (Bündnis 90/Die Grünen). Ihre Stellvertreterin ist Anke Kozlowski (SPD).

### Ortsamt
Das Ortsamt Mitte/Östliche Vorstadt besteht seit 1971 und ist eine örtliche Verwaltungsbehörde. Es unterstützt den Beirat bei seiner politischen Arbeit. Es soll bei allen örtlichen Aufgaben, die von öffentlichem Interesse sind, mitwirken. Es wird von einem vom Beirat vorgeschlagenen und vom Senat bestätigten Ortsamtsleiter geführt. Das Ortsamt befindet sich in der Villa Rutenberg, Am Dobben 91.
Ortsamtsleiterin ist Astrid Dietze.

## Kultur und Sehenswürdigkeiten

### Bauwerke
- Das Krankenhaus St.-Jürgen-Straße 1 von 1847–1851 nach Plänen von Alexander Schröder im Bereich des Klinikum Bremen-Mitte war Vorbild für andere Krankenanstalten.
- Viele Wohnhäuser und Wohnhausgruppen Achimer Straße, Am Dobben, Besselstraße, Fehrfeld, Feldstraße,  Fesenfeld, Henriettenstraße, Herderstraße, Keplerstraße, Mathildenstraße und Friedrich-Karl-Straße sind Beispiele des typischen Bremer Hauses.

### Parks, Grünzonen
- Die Weserpromenade von der Altstadt bis zum Weserstadion
- Die Pauliner Marsch mit der Gaststätte Jürgenshof, den Sportplätzen, dem Kleingartengebiet Im Suhrfelde, dem Eislaufstadium am Jacobsberg und der Weserpromenade bis zum Weserwehr

## Öffentliche Einrichtungen

### Allgemein
- Ortsamt Mitte/Östliche Vorstadt, im Ortsteil Steintor, Am Dobben 91 (Villa Rutenberg).
- Bürgerhaus Weserterrassen am Osterdeich im Steintor, ein Bremer Bürgerhaus
- Sozialzentrum Mitte/Östliche Vorstadt, in Mitte, Bahnhofsplatz 29
- Villa Sponte – Zeitkultur, Osterdeich 59B, führt kulturelle Veranstaltungen durch

### Schulen

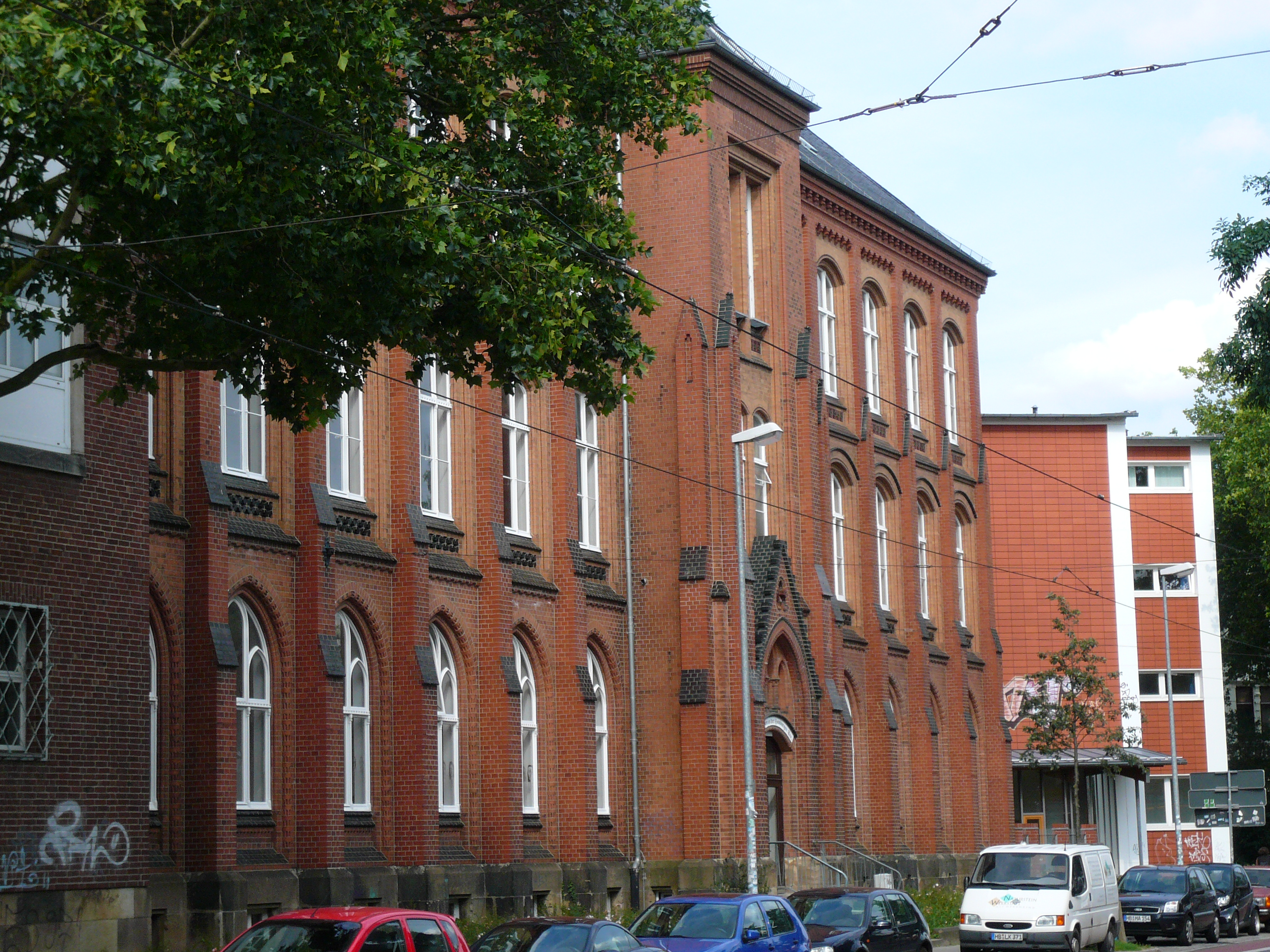
Gymnasium an der Hamburger Straße

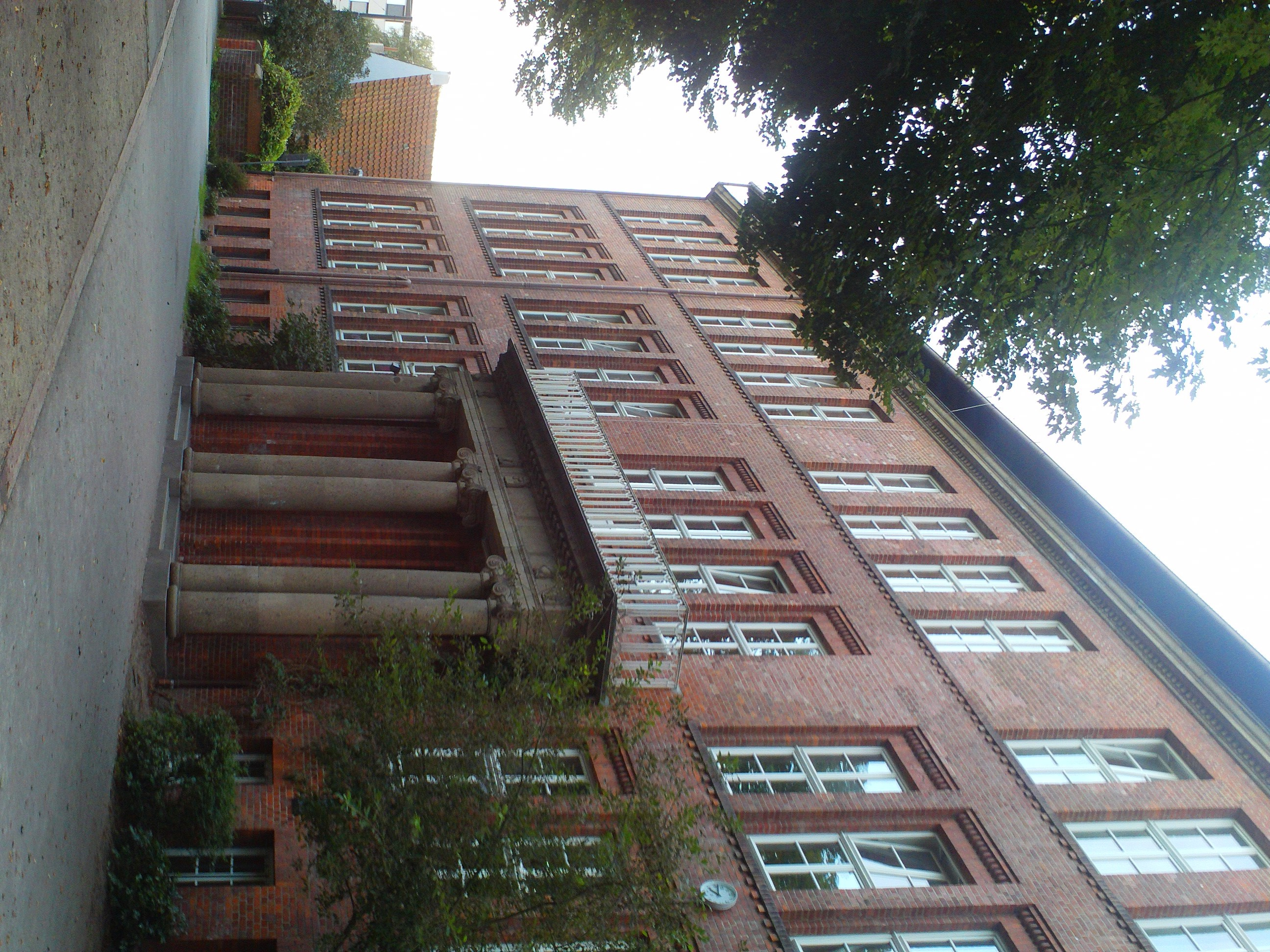
Schule an der Stader Straße

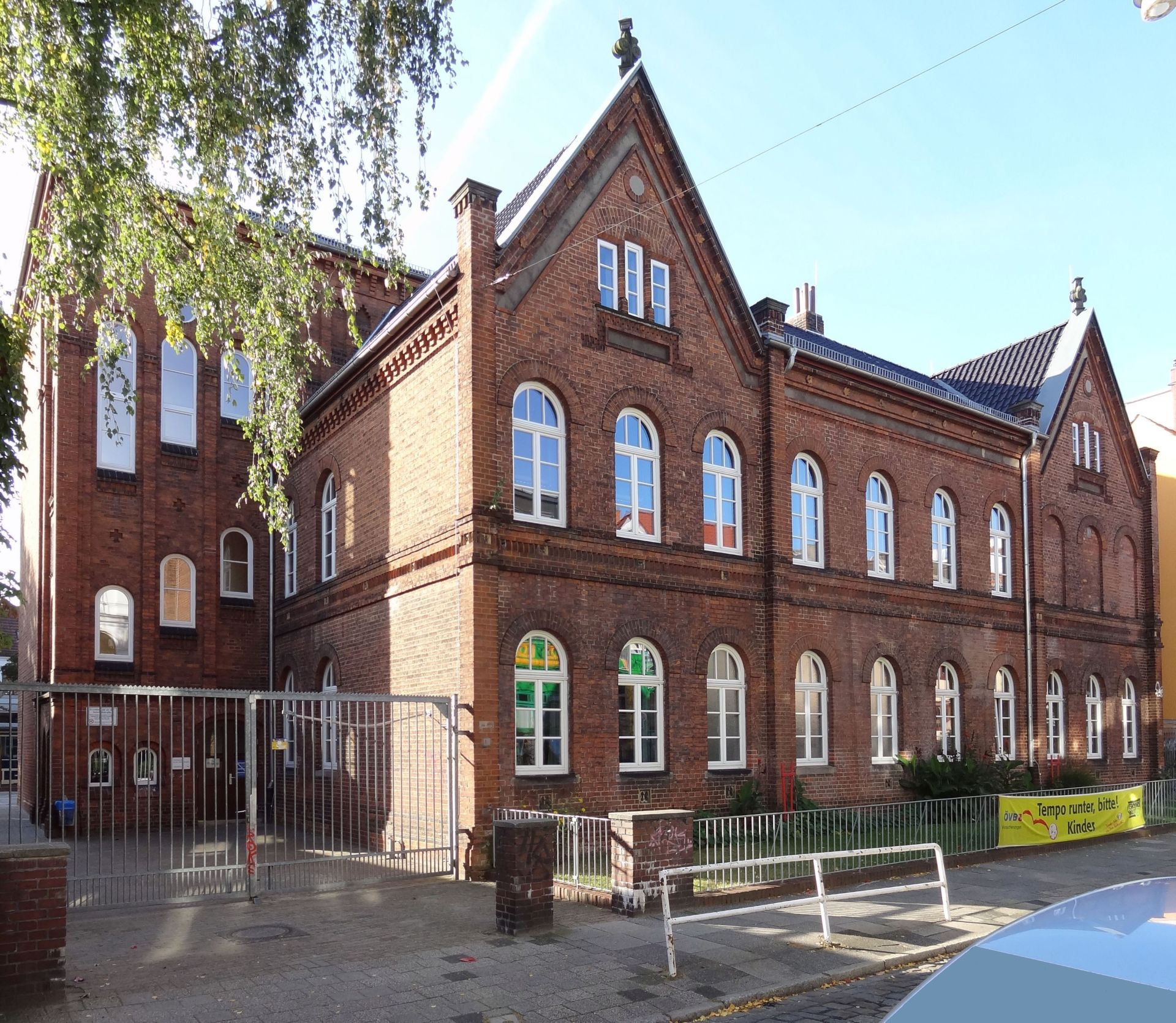
Schule an der Schmidtstraße

- Grundschule an der Lessingstraße 30
- Grundschule an der Schmidtstraße 9, früher das sogenannte Klünkengymnasium von 1854
- Grundschule an der Stader Straße, 1921 als Versuchsschule gegründet
- Oberschule an der Schaumburger Straße 49, Zentrum der Sekundarstufe I mit rund 530 Schülern.
- Gesamtschule Bremen-Mitte (GSM) an der Hemelinger Straße 11  ist eine Ganztagsschule der Sekundarstufe I;
  - zweiter Standort der GSM an der Brokstraße wurde 1953 nach Plänen von Bernhard Wessel als Grundschule gebaut.[16]
- Gymnasium an der Hamburger Straße 12, naturwissenschaftlich orientiert, mit rund 900 Schülern.
- Integrative Bildungszentrum (IBZ), Krankenpflegeschule im Klinikum Bremen-Mitte, St.-Jürgen-Straße 1.
- Lehranstalt für Technische Assistenten in der Medizin, St.-Jürgen-Straße 1.
- Staatliche Schule für Logopädinnen, St.-Jürgen-Straße.
- Bremer Volkshochschule im Alten Fundamt, Auf der Kuhlen 1A

### Soziales
- Jugendfreizeitheim Friesenstrasse "Die Friese", Friesenstrasse 124
- Zahlreiche Kindergärten und Kindergruppen
- BDP Jugendhaus des Bundes Deutscher Pfadfinder im ehem. Zollhaus Am Hulsberg. Am Hulsberg Nr. 136
- Fan-Projekt Bremen, Franz-Böhmert-Straße 5 (Werder Bremen)
- Altenheime Senioren-Residenz Osterdeich, ASB Altenwohn- und Pflegeheim, Haus Osterdeich und Haus Herderstraße, Bremer Heimstiftung – Stadtteilhaus Haus im Viertel von 1998 von Harm Haslob und Peter Hartlich,[17] Altenwohnheim Schierker Str. und Seniorenbegegnungsstätte BGH Weserterrassen
- Dienstleistungszentrum Mathildenstraße
- Krankenhaussozialdienst im Klinikum Bremen-Mitte
- Sowie Arbeitslosenberatung, Gesundheitsberatung, Gesprächskreise, Selbsthilfegruppen etc.

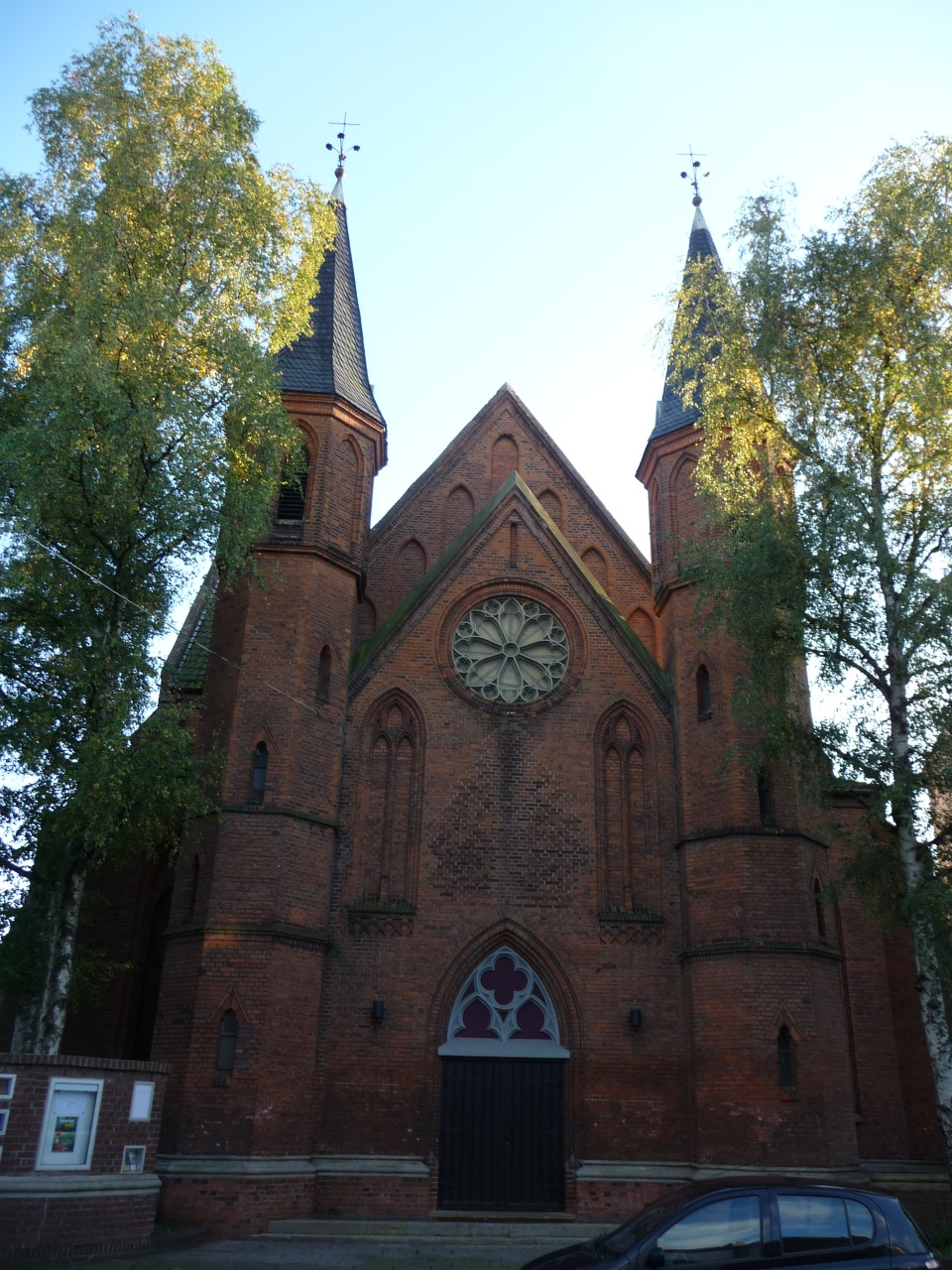
Friedenskirche

### Kirchen
- Ev. Friedenskirche, Humboldtstraße 175 – 177
- Ev. Alt Hastedter Kirche, Bennigsenstraße 7
- Ev. St. Petri-Domkapelle, Osterdeich 70a/71, von 1965 von Friedrich Schumacher und Claus Hübener.[18]

### Sport
- Stadionbad, ein Freibad neben dem Weserstadion
- Bremer Schwimm-Club (BSC)
- Bremer Kanu-Wanderer
- Bremer Turnvereinigung von 1877 (BTV1877)
- Bremer Turnverein Friesen
- Bremen Dockers Baseball und Softball
- FC Union 60 Bremen
- Judo- und Karateclub Asahi
- Kanusport-Freunde Bremen
- Fußballabteilung vom Post-Sportverein Bremen
- Radrenngemeinschaft Bremen (RRG)
- Segelkameradschaft „Das Wappen von Bremen“
- SV Werder Bremen
- Tennisclub Rot-Gelb
- Tennisverein Rot-Weiß
- Admiral-Brommy-Boulfreunde

## Wirtschaft und Verkehr

### Wirtschaft
Die als „Das Viertel“ in Bremen umgangssprachlich bezeichneten Ortsteile Ostertor im Stadtteil Mitte und Steintor sind Wohnviertel mit einer starken Durchmischung von Geschäften, Dienstleistungs- und kleinen Handwerksbetrieben sowie Gaststätten und einigen kulturellen Einrichtungen. Die Haupteinkaufszone liegt an der Straße Vor dem Steintor.
Größter Arbeitgeber im Stadtteil ist das Klinikum Bremen-Mitte.
Ein Wochenmarkt besteht am Ziegenmarkt.

### Verkehr

#### ÖPNV
Folgende Straßenbahn- und Buslinien der Bremer Straßenbahn AG (BSAG) verkehren in der Östlichen Vorstadt:
- Straßenbahnlinie 2: Gröpelingen – Walle – Mitte – Östliche Vorstadt – Sebaldsbrück
- Straßenbahnlinie 3: Gröpelingen – Walle – Mitte – Östliche Vorstadt – Weserwehr
- Straßenbahnlinie 10: Gröpelingen – Walle – Hauptbahnhof – Östliche Vorstadt – Sebaldsbrück
- Buslinie 22: Kattenturm – Habenhausen – Östliche Vorstadt – Schwachhausen – Universität-Ost
- Buslinie 25: Weidedamm-Süd – Mitte – Östliche Vorstadt – Gartenstadt Vahr – Osterholz
- Nachtlinie N5 (Bus): Domsheide – Hauptbahnhof –  Östliche Vorstadt – Gartenstadt Vahr – Sebaldsbrück – Hemelingen – Bahnhof Mahndorf
- Nachtlinie N10 (Straßenbahn): Gröpelingen – Walle – Hauptbahnhof – Östliche Vorstadt – Sebaldsbrück

#### Straßen
Die Östliche Vorstadt kann erreicht werden
- über die Autobahn A 1, Abfahrt Bremen-Hemelingen,
- über die Autobahn A 27 von Bremen-Nord und Bremerhaven, Abfahrten  Bremen-Überseestadt oder Bremen-Vahr,
- über die Autobahn A 28 von Oldenburg via Bundesstraße 75 von Huchting sowie
- über die Autobahn A 281 – Zubringer Arsten – Habenhauser Brückenstraße – Karl-Carstens-Brücke (Erdbeerbrücke).

Die innerörtlichen Haupterschließungstraßen sind in Ost-West-Richtung der Osterdeich und der Hastedter Osterdeich an der Weser sowie die Bismarckstraße und die Stresemannstraße sowie in Nord-Süd-Richtung die Malerstraße, die Georg-Bitter-Straße und die Stader Straße.

#### Rad- und Wanderwege
An der Weser führt ein durchgehender Weg ins Zentrum von Bremen. Über die sogenannte Erdbeerbrücke (Karl-Carstens-Brücke) und über das Weserwehr kann die linke Weserseite mit dem Obervieland, der Neustadt und dem Werderland zwischen Weser und Kleiner Weser erreicht werden.

## Persönlichkeiten
Persönlichkeiten, die im Stadtteil geboren oder gestorben sind und die hier gewohnt oder maßgeblich gewirkt haben (alphabetisch geordnet):
- Cecilie Brickenstein (1886–1979), Diakonissin, 1930 bis 1933 Mitglied der Bremischen Bürgerschaft (DNVP)
- Jens Eckhoff (* 1966), Bürgerschaftsabgeordneter und Senator (CDU)
- Heinrich Flügel (1849–1930), Architekt in der Östlichen Vorstadt
- Sahhanim Görgü-Philipp (* 1970), Bürgerschaftsabgeordnete (Grüne)
- Arno Gottschalk (* 1956 ), Bürgerschaftsabgeordneter (SPD) seit 2011
- Hans-Christoph Hoppensack (1939–2023), Jurist und Bremer Staatsrat (SPD) im Sozialbereich
- Gisela Howey (1939–2010), Mitglied der Bremischen Bürgerschaft (SPD) und des Beirats (1975–1991)
- Claus-Günther Karting (1932–1988), Mitglied der Bremischen Bürgerschaft (SPD) und des Beirats sowie Beiratssprecher
- Johanne Lampe (1897–1996),  Heimatforscherin
- Sofia Leonidakis (* ), Bürgerschaftsabgeordnete (Linke) seit 2015
- Lüder Rutenberg (1816–1890), Architekt und Brauereibesitzer
- Dmitrij Kollars (* 1999), Schachspieler und Journalist